# Great Cacapon
Great Cacapon ist ein census-designated place (CDP) im Morgan County im Eastern Panhandle des US-Bundesstaats West Virginia. Bei der Volkszählung 2010 betrug die Einwohnerzahl 386.

## Geschichte
Great Cacapon hat seinen Namen vom Cacapon River (von der indigenen Bedeutung "Medizinwasser"), der im Osten der Stadt in den Potomac River mündet. Ursprünglich hieß der Ort Cacapon Depot an der Hauptstrecke der Baltimore and Ohio Railroad, als hier 1848 ein Postamt eingerichtet wurde. Im Jahr 1876 wurde der Ort in Great Cacapon umbenannt, um ihn von Little Cacapon zu unterscheiden, das ebenfalls an der B&O-Hauptstrecke lag.